# دان غلازر
دان غلازر (بالعبرية: דן גלזר‏) هو لاعب كرة قدم إسرائيلي، ولد في 20 سبتمبر 1996 في تل أبيب في إسرائيل. لعب مع Beitar Tel Aviv Bat Yam F.C. ‏.

## وصلات خارجية
- دان غلازر على موقع الاتحاد الأوربي (الإنجليزية)
- دان غلازر على موقع قاعدة بيانات كرة القدم.إي يو (الإنجليزية)
- دان غلازر على موقع ناشيونال فوتبول تيمز (الإنجليزية)
- دان غلازر على موقع Soccerbase.com (لاعب) (الإنجليزية)
- دان غلازر على موقع Soccerway.com (الإنجليزية)
- دان غلازر على موقع عالم كرة القدم.نت (الإنجليزية)
- دان غلازر على موقع AS.com (الإسبانية)